# Wurmbea kraussii
Wurmbea kraussii är en tidlöseväxtart som beskrevs av John Gilbert Baker. Wurmbea kraussii ingår i släktet Wurmbea och familjen tidlöseväxter. Inga underarter finns listade i Catalogue of Life.